# گکوی دم‌کلفت جدا
گکوی دم‌کلفت جدا (نام علمی: Underwoodisaurus seorsus) نام یک گونه از سرده گکوهای دم‌کلفت است.